# 立川美術学院
立川美術学院（たちかわびじゅつがくいん）は、東京都立川市錦町に所在する芸術大学・美術大学受験のための予備校。立川現代美術研究所を起源とし、通称は「タチビ」。
1969年からミロ画材が運営していた立川現代美術研究所を、武蔵野美術大学の美育研究会（のちの造形教育研究会）の長であった都守健一が引き継ぎ、立川美術学院へと改称。2009年に創立40周年を迎えた。かつて現代美術家の村上隆も受講生で、のちに本学院の日本画科の講師をしている。また漫画家の西原理恵子も在校時のことを『上京ものがたり』を始め、エッセイやインタビューで言及している。

## 学科
- デザイン・工芸科
  - 昼間部
  - 夜間部
- 油絵科
- 日本画科
- 美大学科
- 高校1・2年生基礎科
- 中学生基礎科
- 通信教育科
  - デザイン・工芸総合コース
  - 油絵総合コース
  - 彫刻総合コース
  - 日本画総合コース
  - 映像・先端芸術総合コース
  - 芸術学・美術教育総合コース
  - 美大学科総合コース

## 主な出身者
- 村上隆（現代美術家）
- 中村政人（現代美術家）
- 松の木タクヤ (アーティスト)
- 後藤仁（日本画家）
- 西原理恵子（漫画家）
- ゲッツ板谷（著作家）
- 池田将（映画監督）
- 吉崎響（アニメーション監督）